# Fußball-Landesklasse Sachsen 1949–1952
Die Fußball-Landesklasse Sachsen war eine von fünf Fußball-Landesklassen auf dem Gebiet der Sowjetischen Besatzungszone und der Deutschen Demokratischen Republik. Sie wurde von 1949 bis 1952 ausgetragen und ermittelte den Fußballmeister des Landes Sachsen. Bereits 1948 wurde ein sächsischer Fußballmeister ermittelt, jedoch erfolgte dies über ein K.-o.-System der einzelnen Bezirksmeister und nicht über eine oberste Landesklasse. Nach Einführung der DDR-Oberliga und der DDR-Liga war die Landesklasse ab der Saison 1950/51 nur noch drittklassig.

## Fußball bis 1949 in Sachsen

### 1945/46 und 1946/47: Kreismeisterschaften
In der Zeit nach dem Zweiten Weltkrieg wurde in Sachsen bis 1949 kein Fußballmeister ermittelt. Zunächst startete in der Saison 1945/46 der Fußballsport wieder lokal auf Kreisebene. In folgenden Gebieten in Sachsen wurden 1945/46 regionale Meisterschaften ausgespielt:
| Gebiet             | Kreismeister        |
| ------------------ | ------------------- |
| Kreis Bautzen      | SG Bautzen-Süd      |
| Kreis Borna        | SG Neukieritzsch    |
| Stadt Chemnitz     | SG Chemnitz-Nord    |
| Stadt Dresden      | SG Dresden-Striesen |
| Kreis Glauchau     | SG Meerane          |
| Kreis Grimma       | SG Wurzen           |
| Stadt Riesa        | SG Riesa            |
| Stadt Leipzig a    | SG Leipzig-Leutzsch |
| Stadt Zwickau      | SG Planitz          |
| Kreis Vogtland     | SG Plauen-West      |
| Kreis Leipzig Land | SG Markranstädt     |

Auch in der Saison 1946/47 erfolgte nur die Austragung von Kreismeisterschaften, es wurde in fünf Fußballbezirken gespielt, zu einer Austragung einer Sachsenmeisterschaft kam es nicht.
| Fußballbezirk | Liga                      | Kreismeister                             |
| ------------- | ------------------------- | ---------------------------------------- |
| Chemnitz      | Kreisliga Chemnitz        | SG Chemnitz-Nord                         |
| Chemnitz      | Kreisliga Glauchau        | SG Einheit Meerane                       |
| Dresden       | Stadtliga Dresden         | SG Dresden-Friedrichstadt                |
| Leipzig       | Stadtliga Leipzig         | SG Leipzig-Probstheida                   |
| Leipzig       | Kreisliga Borna/Geithain  | SG Neukieritzsch                         |
| Leipzig       | Kreisliga Grimma          | SG Wurzen                                |
| Ostsachsen    | Kreisklasse Bischofswerda | SG Bischofswerda                         |
| Ostsachsen    | Kreisklasse Bautzen       | SG Neugersdorf                           |
| Ostsachsen    | Kreisklasse Görlitz       | SG Görlitz-West                          |
| Ostsachsen    | Kreisklasse Kamenz        | SG Kamenz                                |
| Ostsachsen    | Kreisklasse Lausitz Süd   | SG Hoyerswerda                           |
| Ostsachsen    | Kreisklasse Löbau         | SG Löbau                                 |
| Ostsachsen    | Kreisklasse Weißwasser    | SG Weißwasser                            |
| Ostsachsen    | Kreisklasse Zittau        | SG Zittau                                |
| Westsachsen   | 1. Klasse Zwickau         | SG Planitz                               |
| Westsachsen   | Bezirksklasse Vogtland    | SG Plauen-West (Staffel Plauen)          |
| Westsachsen   | Bezirksklasse Vogtland    | SG Auerbach (Staffel Göltzschtal)        |
| Westsachsen   | Bezirksklasse Vogtland    | SG Markneukirchen (Staffel Obervogtland) |

### 1947/48: Qualifikation zur 1. Ostzonenmeisterschaft
Für die Saison 1947/48 wurde in der sowjetischen Besatzungszone (SBZ) erstmals eine Fußball-Meisterschaft ausgerufen, für die sich die zwei besten sächsischen Mannschaften qualifizieren konnten. Dafür wurde ein Entscheidungsturnier ausgetragen, für das sich die Vereine aus den einzelnen Fußballbezirken qualifizieren konnten. Am Ende setzten sich die SG Planitz und die SG Einheit Meerane durch und nahmen an der Ostzonen-Meisterschaft teil. Dort gelang der SG Planitz der Durchmarsch bis ins Finale, das sie am 4. Juli 1948 in Leipzig gegen die SG Freiimfelde Halle mit 1:0 gewann.
Das Ligasystem stellte sich in dieser Spielzeit wie folgt dar. Die fettgedruckten Mannschaften qualifizierten sich für das Entscheidungsturnier zur Ermittlung der Teilnehmer an der Ostzonenmeisterschaft.
| Fußballbezirk | Liga                     | Kreismeister                         |
| ------------- | ------------------------ | ------------------------------------ |
| Chemnitz      | Kreisliga Chemnitz       | SG Chemnitz-West                     |
| Chemnitz      | Kreisliga Glauchau       | SG Einheit Meerane                   |
| Dresden       | Stadtliga Dresden        | SG Dresden-Mickten b                 |
| Leipzig       | Stadtliga Leipzig        | SG Leipzig-Gohlis Nord               |
| Leipzig       | Kreisliga Borna/Geithain | SG Groitzsch                         |
| Leipzig       | Kreisliga Döbeln         | SG Hartha                            |
| Leipzig       | Kreisliga Grimma         | SG Wurzen                            |
| Ostsachsen    | Ostsachsenliga           | SG Zittau                            |
| Westsachsen   | 1. Klasse Zwickau        | SG Planitz                           |
| Westsachsen   | Bezirksklasse Vogtland   | SG Plauen-Süd (Staffel Plauen)       |
| Westsachsen   | Bezirksklasse Vogtland   | SG Falkenstein (Staffel Göltzschtal) |
| Westsachsen   | Bezirksklasse Vogtland   | SG Oelsnitz (Staffel Obervogtland)   |

#### Viertelfinale
| Datum        |                           | Ergebnis |                        | Ort      |
| ------------ | ------------------------- | -------- | ---------------------- | -------- |
| 26. Mai 1948 | SG Dresden-Friedrichstadt | 4:3      | SG Zittau              | Bautzen  |
| 26. Mai 1948 | SG Chemnitz-West          | 3:1      | SG Dresden-Mickten     | Leipzig  |
| 26. Mai 1948 | SG Planitz                | 2:1      | SG Wurzen              | Chemnitz |
| 26. Mai 1948 | SG Einheit Meerane        | 11:00    | SG Leipzig-Gohlis Nord | Dresden  |

#### Halbfinale
| Datum        |                    | Ergebnis |                           | Ort      |
| ------------ | ------------------ | -------- | ------------------------- | -------- |
| 6. Juni 1948 | SG Chemnitz-West   | 0:3      | SG Planitz                | Leipzig  |
| 6. Juni 1948 | SG Einheit Meerane | 3:1      | SG Dresden-Friedrichstadt | Chemnitz |

Damit waren die SG Planitz und die SG Einheit Meerane für die Fußball-Ostzonenmeisterschaft 1948 qualifiziert.

### 1948/49: Landesmeisterschaft Sachsen
Auch in der Folgesaison 1948/49 wurde in Sachsen im Gegensatz zu den restlichen Ländern der SBZ noch keine landesweite Spielklasse eingeführt. Allerdings gab es nunmehr in jedem Fußballbezirk mindestens eine Bezirksklassestaffel, deren Sieger um den Landesmeistertitel kämpfen konnten. Nachdem in den Bezirken mit mehreren Staffeln die Bezirksmeister ermittelt wurden, trafen die Sieger in einem Rundenturnier aufeinander und ermittelten sowohl den sächsischen Landesmeister, als auch die Teilnehmer an der Fußball-Ostzonenmeisterschaft 1949 und die Qualifikanten für die zur kommenden Spielzeit neu eingeführte DDR-Fußball-Oberliga 1949/50.

## Seit 1949: Fußball-Landesklasse Sachsen
Ursprünglich war die Landesklasse mit zwei Staffeln je zehn Mannschaften geplant, wie es eine Fußball-Landesleitertagung bereits im November 1948 beschlossen hatte. Letzten Endes gingen eine Staffel Ost mit elf Mannschaften und eine Staffel West mit zwölf Mannschaften an den Start. Der Start der Landesklasse wurde zudem vom Ausgang des FDGB-Pokals 1949 beeinflusst, da erst am 6. September 1949 feststand, dass die drittplatzierte ZSG Horch Zwickau sich für die DS-Liga qualifiziert hatte. Außerdem hing die Staffelzusammensetzung nicht unwesentlich von Zusammenlegungen verschiedener Gemeinschaften im Vorfeld ab, wie es sich am Beispiel der Leipziger Bezirksklasse zeigte. Die zwei Staffelsieger spielten um die sächsische Meisterschaft. Der sächsische Meister war an der Aufstiegsrunde zur DDR-Oberliga berechtigt, der Vizemeister qualifizierte sich direkt für die neugeschaffene zweitklassige DDR-Liga. Die jeweils Staffelzweiten waren ebenfalls direkt für die DDR-Liga qualifiziert, die jeweils Staffeldritten spielten einen weiteren Teilnehmer für die DDR-Liga aus. Die SG Dresden-Friedrichstadt konnte sich in einer Entscheidungsrunde gegen die SG Einheit Meerane und die ZSG Industrie Leipzig durchsetzen.
Zur Spielzeit 1950/51 war die Landesklasse Sachsen durch Einführung der DDR-Liga nur noch drittklassig. Sie wurde auf eine Staffel mit 14 Mannschaften verkleinert. Die BSG Rotation Plauen setzte sich im Rundenturnier durch, und stieg in die Zweitklassigkeit auf. Der Austragungsmodus wurde 1951/52 beibehalten. In dieser Spielzeit sicherte sich die BSG Empor Wurzen-West den sächsischen Meistertitel. Im Sommer 1952 wurden die Länder in der DDR liquidiert und an ihre Stelle 14 Bezirke eingeführt. Der DDR-Fußball musste sich der neuen Verwaltungsstruktur mit seinem Ligensystem anpassen. Die Landesklassen wurden daher nach der Spielzeit 1951/52 aufgelöst und durch 14 Bezirksligen ersetzt. Anstelle der Fußball-Landesklasse Sachsen traten die Fußball-Bezirksliga Dresden, die Fußball-Bezirksliga Karl-Marx-Stadt sowie die Fußball-Bezirksliga Leipzig.

## Landesmeister
| Saison  | Landesmeister Sachsen     | Finalist / Zweitplatzierter |
| ------- | ------------------------- | --------------------------- |
| 1948/49 | SG Dresden-Friedrichstadt | SG Einheit Meerane          |

| Saison  | Landesmeister Sachsen | Finalist / Zweitplatzierter  |
| ------- | --------------------- | ---------------------------- |
| 1949/50 | SG Dresden-Mickten    | SG Lauter                    |
| 1950/51 | BSG Rotation Plauen   | BSG Chemie Glauchau          |
| 1951/52 | BSG Empor Wurzen-West | BSG Fortschritt-Mitte Zittau |